# Joruma proxima
Joruma proxima är en insektsart som beskrevs av Mcatee 1926. Joruma proxima ingår i släktet Joruma och familjen dvärgstritar. Inga underarter finns listade i Catalogue of Life.